# Жозе Алберту де Олівейра Аншіета
Жозе Алберту де Олівейра Аншіета (порт. José Alberto de Oliveira Anchieta, МФА: [ʒu.ˈzɛ aɫ.ˈbeɾ.tu dɨ o.ɫi.ˈvɐj.ɾɐ ɐ̃.ʃi.ˈe.tɐ]; 1832—1897) — португальський дослідник і натураліст XIX століття, який у 1866—1897 роках багато подорожував португальськими колоніями в Африці, збираючи тварин і рослини. Його колекції з Анголи та Мозамбіку відправили до Португалії, де їх пізніше досліджували кілька зоологів і ботаніків, головним з яких був Барбоза ду Бокаже.

## Біографія
Аншіета народився в 1832 році в Лісабоні. Почав вивчати математику в університеті Коїмбри, однак через свою шалену незалежність і ексцентричний характер він не пристосувався і перевівся до Політехнічної школи Лісабона (Escola Politécnica de Lisboa). У 1857 році один із його найближчих друзів переїхав до Португальського Кабо-Верде, португальської колонії та групи островів в Атлантичному океані в Західній Африці, і Аншіета поїхав до нього. Він вивчав місцеву флору і фауну на острові Санту-Антан, і допомагав місцевим жителям як лікар-любитель (він вивчав медицину). Епідемія холери вбила більшість жителів, і він ледь не помер, але через два роки зміг повернутися до Португалії Слідуючи тому, що вважав своїм покликанням, він вивчав медицину в Лісабоні, Лондоні та Парижі, але не зміг завершити курс і знову повернувся до Африки, цього разу до Анголи, однієї з найбільших африканських португальських колоній. Він досяг успіху як дослідник внутрішніх районів і як натураліст, вивчивши та зібравши багато нових видів тварин і рослин. Згодом повернувся до Португалії. Більшість його колекцій було втрачено, коли його каное затонуло в річці, але те, що залишилося, він пожертвував природно-історичному музею Політехнічної школи.

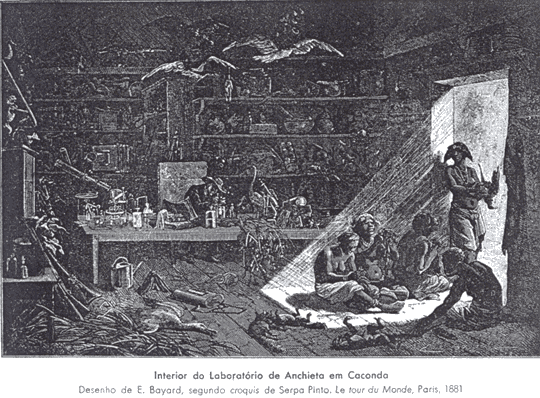
Лабораторія Аншіети в Каконді, близько 1870 року

У 1865 році він знову самостійно вирушив до Анголи. Цього разу він був одружений і дружина супроводжувала його. Він залишився у регіоні Бенгела, заснувавши лабораторію в руїнах церкви, досліджуючи та збираючи тварин, поки в 1867 році португальський уряд не найняв його як натураліста. Але найбільш ймовірним є те, що Аншіета був завербований як таємний агент і інформатор в регіоні Каконда в Анголі, одній з крайніх точок її території. Він залишився там, досліджуючи, вивчаючи та надсилаючи багато зразків і листів своїм науковим кореспондентам у Лісабоні. Він також надавав медичну допомогу в місцевій лікарні і був дуже цінований населенням як самовіддана і гуманна людина.
Про цей період життя Аншіети відомо небагато, оскільки більшість музейних експонатів, а також численні його листи до Бокажа зникли під час катастрофічної пожежі в музеї в 1978 році.
Аншіета помер, повертаючись із зоологічної експедиції в Каконду в 1897 році у 66 років, ймовірно, від хронічних наслідків малярії, яку він і його дружина підхопили і яка серйозно підірвала його здоров'я протягом багатьох років.
Загалом, за словами Бокажа, зоологічна діяльність Аншіети була справді плідною. Він відповідав за ідентифікацію 25 нових видів ссавців, 46 птахів і 46 земноводних і рептилій. Проте він не надто дбав про написання наукових статей, але залишив цю можливість своїм кореспондентам у Лісабоні.
Багато видів птахів, земноводних, ящірок, змій, риб і ссавців, зібраних ним, були невідомі, тому їх назвали на його честь з видовим позначенням anchietae. Деякі з них:
- Саїманга червоногруда (Anthreptes anchietae), птах
- Барбікан жовтоголовий (Stactolaema anchietae), птах
- Чагра чорноголова (Tchagra anchietae), птах
- Ptychadena anchietae, жаба
- Meroles anchietae[2] — ящірка
- Hylambates anchietae — жаба
- Leptopelis anchietae — жаба
- Chamaeleo anchietae,[2] хамелеон
- Кобра ангольська (Naja anchietae),[2]
- Python anchietae,[2] неотруйна змія-пітон
- Pipistrellus anchietai, кажан
- Mormyrus anchietae, риба-слон
- Cephalophus anchietae, антилопа
- Eumecia anchietae,[2] ящірка
- Monopeltis anchietae,[2] амфісбена
- Agama anchietae,[2] ящірка